# Digitale inkt

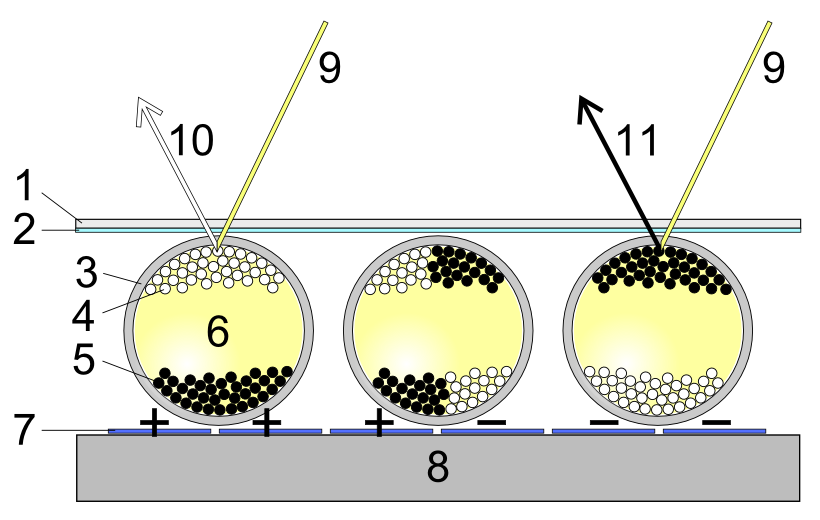
Schema van de digitale inkttechnologie. Legenda:
1 bovenlaag.
2 transparante elektrodenlaag.
3 transparante microcapsules.
4 positief geladen witte pigmenten.
5 negatief geladen zwarte pigmenten.
6 transparante olie.
7 pixellaag.
8 ondersteuningslaag.
9 licht. 10 wit. 11 zwart.

Elektronische inkt of digitale inkt bestaat uit kleine bolletjes die aan één kant gekleurd en aan de andere ongekleurd zijn. Ze worden gebruikt in elektronisch papier.
Dankzij een bistabiele toestand is ofwel alleen de gekleurde, ofwel alleen de ongekleurde kant zichtbaar. Door een elektrische spanning aan te leggen kan het bolletje omgedraaid worden.
Een soortgelijke technologie wordt gebruikt in de aankondigingspanelen van sommige Belgische stations.
De bekendste fabrikant van digitale inkt is het bedrijf E Ink. Een bekende toepassing is bij het elektronisch schaplabel, kortweg ESL.